# لندت
لندت (بالألمانية: Lindt) اسِم لعلامة تِجارية سويسرية تختص في إنتاج أصناف مِن الشوكولاتة الفاخرة والحلويات. تأسست الشركة في العام 1845 في مدينة زيورخ. وتمتلك الشركة المُسجلة باسم (بالألمانية: Lindt & Sprüngli)؛ ما يزيد عن 400 مقهى حول العالم تُقدم فيها مجموعة واسعة من الحلويات المصنعة يدويًا، وأصناف من منتوجاتها المتنوعة. كما ويقدر عدد موظفيّ الشركة بنحو 13000 موظف، وبلغت إيراداتها في سنة 2017 نحو 4.08 مليار دولار أمريكي.